# Aguas Buenas (Porto Rico)
Pour l’article homonyme, voir Aguas Buenas (Uruguay).
Aguas Buenas est une municipalité de l'île de Porto Rico (code international : PR.AB) qui s'étend sur 78 km2 et compte 24 223 habitants en 2020.